# 1852 en Suisse
Chronologie de la Suisse
- 1848
- 1849
- 1850
- 1851
- 1852
- 1853
- 1854
- 1855
- 1856

Cette page concerne l'année 1852 du calendrier grégorien en Suisse.

## Gouvernement au1erjanvier 1852
- Conseil Fédéral[1]
  - Jonas Furrer (PRD), président de la Confédération
  - Wilhelm Matthias Naeff (PRD), vice-président de la Confédération
  - Friedrich Frey-Herosé (PRD)
  - Stefano Franscini (PRD)
  - Daniel-Henri Druey (PRD),
  - Ulrich Ochsenbein (PRD)
  - Martin J. Munzinger (PRD)

## Évènements

### Janvier
Jeudi 1er janvier 
- Premier numéro du Luzerner Tagblatt.

### Avril
Samedi 3 avril 
- Décès à Bâle, à l’âge de 68 ans, du peintre Jonas David Labram.

 Mardi 6 avril 
- Décès à Corsier-sur-Vevey, à l’âge de 55 ans, de François-Louis Cailler, fondateur de la fabrique de chocolat du même nom.

### Mai
Lundi 24 mai 
- 15 000 personnes manifestent à Posieux (FR) pour mettre en cause la légitimité démocratique du régime radical installé à Fribourg à l’issue de la guerre du Sonderbund.

### Juin
Vendredi 4 juin 
- Décès à Rueil (Île-de-France), à l'âge de 62 ans, du sculpteur genevois James Pradier.

 Lundi 21 juin 
- Décès à Marienthal (Basse-Saxe), à l’âge de 70 ans, de Friedrich Froebel, précepteur d’origine thurgovienne qui posa les bases de l'éducation de la petite enfance.

### Juillet
Mercredi 28 juillet 
- Première loi fédérale sur les chemins de fer.

### Août
Samedi 7 août 
- Entrée en vigueur de l’assurance militaire pour les personnes au service de la Confédération dans le cadre du maintien de la sécurité.

### Septembre
Mardi 21 septembre 
- Pose de la première pierre du Palais fédéral à Berne.

### Novembre
Vendredi 19 novembre 
- Le gouvernement du canton du Tessin expulse 22 capucins lombards accusés de menées contre l'État.

### Décembre
Dimanche 5 décembre 
- Mise en service du réseau télégraphique suisse, qui comprend 27 bureaux.